# Abflussmessung
Die Abflussmessung ist ein Verfahren der Hydrometrie in der Hydrologie. Dargestellt wird das Volumen des Wassers, das pro Zeit durch ein bestimmtes Fließgewässer fließt, also ein Volumenstrom. Gemessen werden üblicherweise die Fließgeschwindigkeit und die gedachte Querschnittsfläche des fließenden Wassers, welche miteinander multipliziert den Volumenstrom ergeben.

## Messverfahren
Es gibt unterschiedliche Messverfahren:
- die Flügelmessung, bei der mechanisch über Wasserflügel (Propeller oder Impeller) die Fließgeschwindigkeit ermittelt wird
- das Tracerverfahren, bei dem die Konzentration von Markierungsstoffen (Tracern) im Fließgewässer Rückschlüsse auf die Fließgeschwindigkeit ermöglicht
- mit Ultraschall-Doppler-Profil-Strömungsmessern (englisch: Acoustic Doppler Current Profiler (ADCP)); dieses Verfahren misst den Doppler-Effekt des Wassers, das sich gegenüber dem Sensor bewegt, und gilt bei richtiger Anwendung als zuverlässig und präzise.
- mit magnetisch-induktive Durchflussmessern: sie ermöglichen eine noch größere Präzision, jedoch nicht bei Wasser mit einem geringen Mineralienanteil.
- mit Thomsonwehren wird aus der Höhe des aufgestauten Wasserspiegels auf die Menge des abfließenden Wassers geschlossen.